# 曙光来临
《曙光来临》（英語："The Light Is Coming"，显示风格全小写）是美国歌手爱莉安娜·格兰德的一首歌曲，並客串美国说唱歌手妮琪·米娜。歌曲是作为格兰德第四张录音室专辑《甜到翻》的宣传单曲于2018年6月20日发行，伴随专辑预购的开启。歌曲是由亞莉安娜、妮琪·米娜及法瑞尔·威廉姆斯共同創作，由威廉姆斯製作。

## 发行
2018年5月27日，爱莉安娜上传21秒的剪辑在她的Instagram页面上为《曙光来临》预热。 2018年6月2日，格兰德在Wango Tango中演唱了一个片段，并宣布这首歌将在2018年6月20日发行，伴随《甜到翻》的预购开启。

## 创作和歌词
《曙光来临》时长三分四十八秒。该曲受到布鲁斯和嘻哈音乐风格的影响。这首歌用着快速的鼓点和奇特的合成器营造出“骚动的节奏”。 这首歌样本取自2009年发生在宾夕法尼亚州的一次市政会议中一名男子对前参议员阿伦斯·派特喊叫的CNN存档短片（“You wouldn't let anybody speak and instead!”）。

## 音乐视频
这支音乐视频在歌曲发行12小时后在锐步官方网站上首播。 视频导演是同样执导了《淚已流乾》音乐视频的戴夫·迈耶斯，格兰德和米娜在昏暗的树林里出演。2018年6月21日，该视频在YouTube和Vevo上全球范围发布。

## 现场演出
2018年6月，格兰德在Wango Tango中表演了这首歌的片段。

## 製作名单
整理自专辑《甜到翻》内页。
录制和管理
- 录制于Glenwood Place Studios（加利福尼亚州伯班克），Jungle City Studios（英语：Jungle City Studios）（纽约），Chalice Recording Studios（英语：Chalice Recording Studios）（加利福尼亚州好莱坞），The Lunchtable（加利福尼亚州洛杉矶）和康威录音室（加利福尼亚州好莱坞）
- 妮琪·米娜录制于Germano Studios（纽约）
- 母带制作于Sterling Sound（英语：Sterling Sound）（纽约）
- EMI Pop Music Publishing/More Water From Nazareth (GMR), Harajuku Barbie Music/Money Mack Music/Songs of Universal, Inc. (BMI), Universal Music Group Corp. (ASCAP)/GrandAriMusic (ASCAP)

名单
- 爱莉安娜·格兰德 – 演唱, 创作
- 妮琪·米娜 – 助阵演唱，创作
- 法瑞尔·威廉姆斯 – 创作，制作
- 迈克·拉森 – 录音，数字媒体，编曲，额外伴奏（英语：music programming）
- 雅各布·丹尼斯 – 录音协助
- 雷蒙·里瓦斯 – 录音协助
- 布兰登·莫拉斯基 – 录音协助
- 托马斯·库利索n – 录音协助
- 本·“Bengineer”·塞达诺 – 录音协助
- 奥布里·“Big Juice”·德琳 – 妮琪·米娜的录音
- 克里斯·克劳福德 – 妮琪·米娜的录音协助
- 曼尼·帕克 – 妮琪·米娜的录音协助
- 曼尼·马拉昆（英语：Manny Marroquin） – 混音
- 斯科特·德马拉斯 – 混音协助
- 克里斯·加兰德 – 混音协助
- 罗宾·弗洛伦 – 混音协助
- 兰迪·梅里尔 – 母带

## 榜单
| 榜单（2018年）                   | 最高 名次 |
| -------------------------------- | --------- |
| 澳大利亚（唱片业协会榜）         | 60        |
| 加拿大（Canadian Hot 100）       | 63        |
| 法国（法國唱片出版業公會單曲榜） | 70        |
| 希腊（《公告牌》）               | 2         |
| 匈牙利（四十強單曲榜）           | 24        |
| 爱尔兰（唱片音樂協會）           | 76        |
| 荷兰（百强单曲榜）               | 81        |
| 新西兰（唱片音乐协会）           | 2         |
| 蘇格蘭（官方榜单公司單曲榜）     | 22        |
| 英國（官方榜单公司單曲榜）       | 57        |
| 美国（《告示牌》百大單曲榜）     | 89        |

## 发行历史
| 地区 | 日期          | 形式            | 厂牌     | 参文   |
| ---- | ------------- | --------------- | -------- | ------ |
| 全球 | 2018年6月20日 | 数字下载 流媒体 | 联众唱片 | [ 22 ] |